# Robel Kiros Habte
Robel Kiros Habte (13 aprile 1992) è un nuotatore etiope.

## Carriera
Ha partecipato ai Giochi Olimpici di Rio 2016 dove è stato portabandiera alla cerimonia di apertura e ha gareggiato nei 100 m stile libero. In precedenza aveva partecipato nei 50 m stile libero ai Mondiali del 2013 e ai Mondiali in vasca corta del 2014. Suo padre Kiros Habte Kinfe è presidente della federazione etiope di nuoto.